# Semiothisa troni
Semiothisa troni is een vlinder uit de familie spanners (Geometridae). De wetenschappelijke naam van deze soort is voor het eerst geldig gepubliceerd in 2011 door Guillermet.
De soort komt voor in tropisch Afrika.